# بوهومیل کافکا
بوهومیل کافکا (انگلیسی: Bohumil Kafka)(14 فوریه ۱۸۷۸–۲۴ نوامبر ۱۹۴۲)، یک مجسمه‌ساز و آموزگار اهل نوا پاکا، بوهمیا، چک بود. وی در فرهنگستان هنر، معماری و طراحی (پراگ) به آموزش می‌پرداخت.
او بیشتر در سبک سمبولیست یا نمادگرایی برای مجسمه‌سازی تزئینی شناخته شده و مشغول به کار بود و به عنوان یک انیمالیر نیز اشاره شده است.
بوهومیل، مجسمه جوزف واسلاو مایسلبک در پراگ را مورد مطالعه و تحقیق قرار داد و سپس در وین و پاریس به تحصیل ادامه داد. او قبل از بازگشت مجدد به پراگ در لندن، برلین و رم نیز اقامت داشت و کار می‌کرد.
کافکا، یک پیشکسوت به سبک هنر نو بود و بسیار از آثار آگوست رودن تأثیر پذیرفته بود.

## نگارخانه

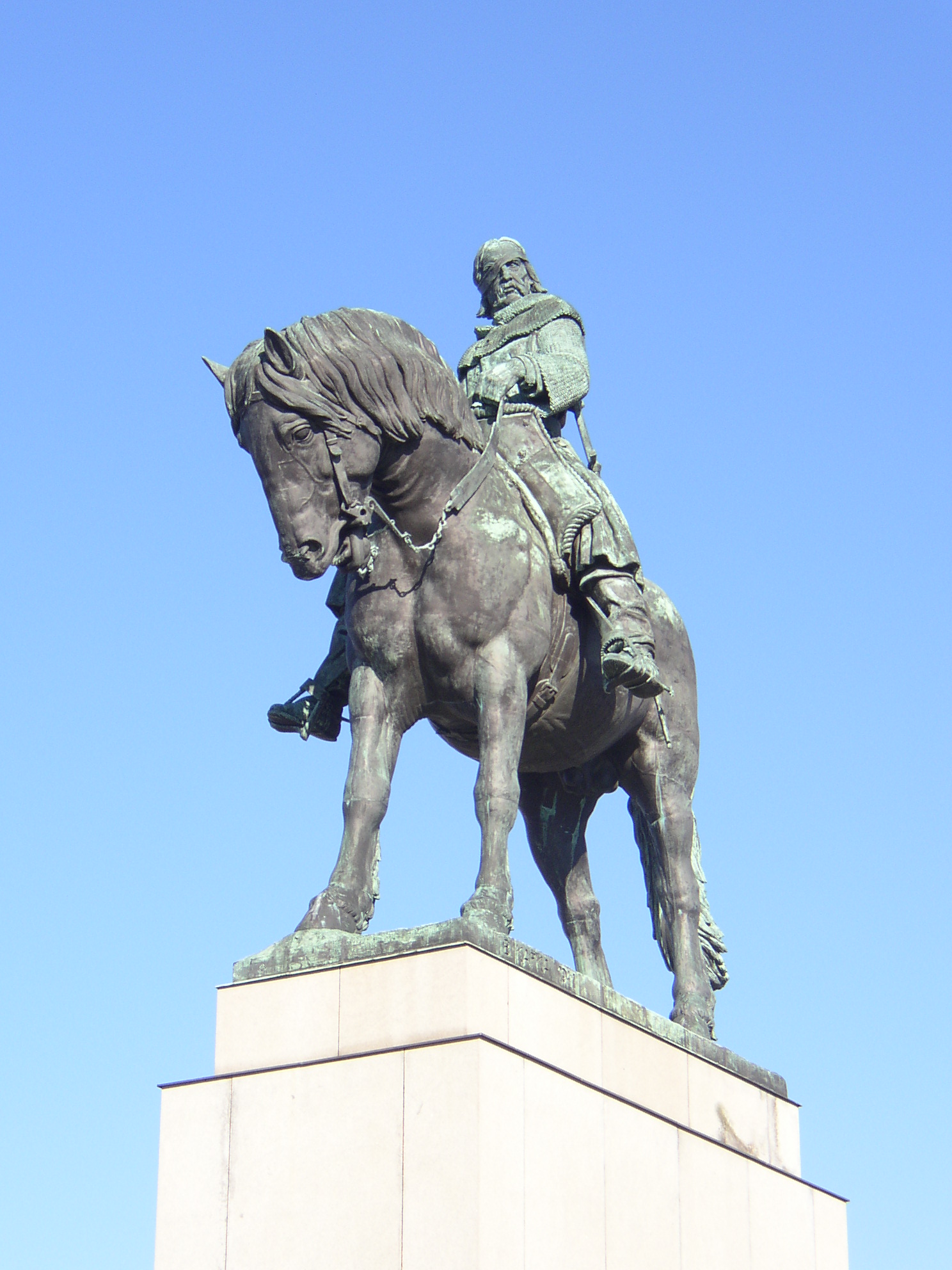
مجسمه سوار بر اسب یان ژیژکا در ویتکو هیل در پراگ
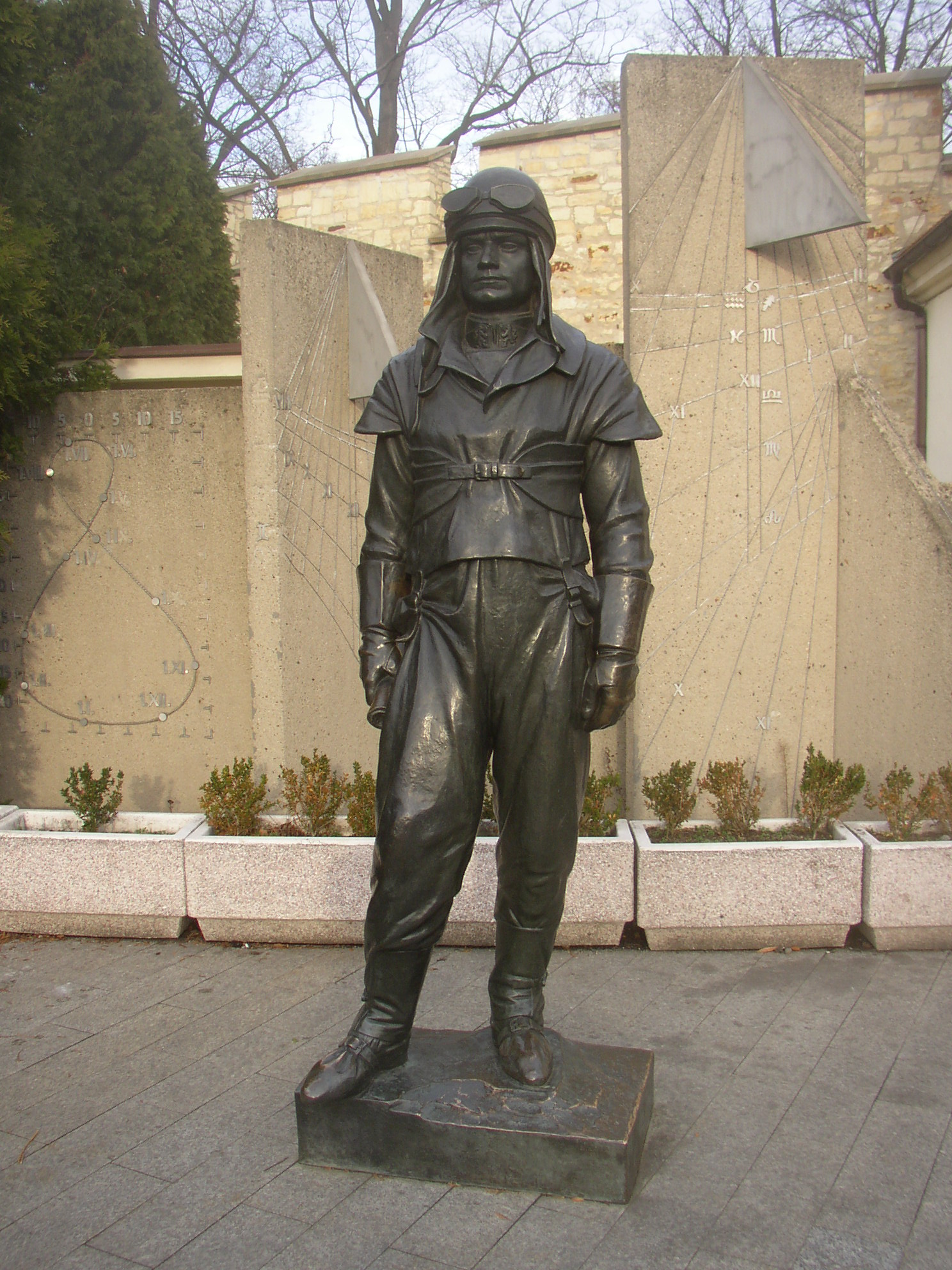
مجسمه میلان راستیسلاو استفانیک در رصدخانه پراگ